# Lepidobatrachus asper
Lepidobatrachus asper é uma espécie de anfíbio  da família Ceratophryidae.
Pode ser encontrada nos seguintes países: Argentina, Paraguai e possivelmente em Bolívia.
Os seus habitats naturais são: matagal árido tropical ou subtropical, marismas intermitentes de água doce, lagos salinos intermitentes, pastagens e lagoas.
Está ameaçada por perda de habitat.